# Kalinowo (Kaliningrad, Selenogradsk)
Kalinowo (russisch Калиново, deutsch Tolklauken) ist ein Ort in der russischen Oblast Kaliningrad. Er gehört zur kommunalen Selbstverwaltungseinheit Stadtkreis Selenogradsk im Rajon Selenogradsk.

## Geographische Lage
Kalinowo liegt 27 Kilometer nordwestlich der Stadt Kaliningrad (Königsberg) und sieben Kilometer südöstlich des Ostseebades Swetlogorsk (Rauschen) und ist von Olschanka (Obrotten) an der russischen Fernstraße A 192 (Teilabschnitt der ehemaligen deutschen Reichsstraße 143) sowie von Dubrowka (Regehnen) aus über unwegsame Nebenstraßen zu erreichen. Eine Bahnanbindung besteht nicht.

## Geschichte
Das bis 1946 Tolklauken genannte Gutsdorf wurde 1874 in den neu errichteten Amtsbezirk Sankt Lorenz eingegliedert und gehörte zum Landkreis Fischhausen im Regierungsbezirk Königsberg der preußischen Provinz Ostpreußen. Im Jahre 1895 waren hier 44 Einwohner registriert.
Am 27. November 1908 verlor Tolklauken seine Eigenständigkeit und wurde nach Regehnen (heute russisch: Dubrowka) eingemeindet. Damit war das Dorf in den Amtsbezirk Woytnicken (russisch: Wolodino, nicht mehr existent) gewechselt, der 1939 vom Landkreis Fischhausen zum Landkreis Samland trat.
Infolge des Zweiten Weltkrieges kam Tolklauken 1945 mit dem gesamten nördlichen Ostpreußen zur Sowjetunion. Im Jahr 1950 erhielt der Ort wieder eigenständig die russische Bezeichnung Kalinowo und wurde gleichzeitig dem Dorfsowjet Romanowski selski Sowet im Rajon Primorsk zugeordnet. Von 2005 bis 2015 gehörte Kalinowo zur Landgemeinde Kowrowoskoje selskoje posselenije und seither zum Stadtkreis Selenogradsk.

## Kirche
Die Bevölkerung Tolklaukens war bis 1945 vorwiegend evangelischer Konfession und war in das Kirchspiel der Pfarrkirche in Sankt Lorenz (heute russisch: Salskoje) eingegliedert. Es gehörte zum Kirchenkreis Fischhausen (Primorsk) innerhalb der Kirchenprovinz Ostpreußen der Kirche der Altpreußischen Union.
Heute liegt Kalinowo im Einzugsbereich zweier in den 1990er Jahren neu entstandenen evangelisch-lutherischer Gemeinden: in Selenogradsk (Cranz) bzw. in Kaliningrad (Königsberg). Die dortige Auferstehungskirche ist die Hauptkirche der Propstei Kaliningrad der Evangelisch-lutherischen Kirche Europäisches Russland.